# Horace M. Albright
Pour les articles homonymes, voir Albright.
Horace Marden Albright est un conservationniste américain né le 6 janvier 1890 à Bishop et mort le 28 mars 1987 à Los Angeles. Il a été le deuxième directeur du National Park Service en succédant à Stephen Tyng Mather de 1929 à 1933.